# Mastixiodendron
Mastixiodendron es un género con siete especies de plantas con flores perteneciente a la familia Rubiaceae.

## Especies
- Mastixiodendron flavidum
- Mastixiodendron pachyclados
- Mastixiodendron pilosum
- Mastixiodendron plectocarpum
- Mastixiodendron robustum
- Mastixiodendron smithii
- Mastixiodendron stoddardii

## Sinonimia
- Dorisia